# Cigarettes & Alcohol
"Cigarettes & Alcohol" er en komposition af det britiske band Oasis. Nummeret, som var bandets fjerde single, er skrevet af guitaristen Noel Gallagher; det blev udgivet i forbindelse med bandets debut album Definitely Maybe. Singlen var den anden af slagsen, som gik ind på den britiske top 10; den opnåede en placering som nummer 7. Den første var "Live Forever", som blot kom ind på en 10 plads. 
Mens de tidligere singler "Supersonic" og "Shakermaker" anvendte psykedelisk billedesprog, og "Live Forever" brugte blødere akkorder og en blid tekst, så var Cigarettes & Alcohol den første virkelig smag, blandt deres singler, på et ”vildere” Oasis, hvilket bandet sidenhen (også) har promoveret. Teksten omhandler en interesse i cigaretter, alkohol, fest og – under overfladen – stoffer, som et remedie mod arbejderklasse livet. Linjerne: "Is it worth the aggravation to find yourself a job when there's nothing worth working for" var et udtryk for den britiske ungdoms sindstemning i midt-halvfemserne. Dog bør teksten ikke forstås som om dette er det ideelle, men mere som et udtryk for tiden. Der er mere tale om et kompromis: "You could wait for a lifetime," synger de, "to spend your days in the sunshine/(so) you might as well do the white line".Endnu en bemærkelsesværdig ting ved denne sang er bandets forsanger, Liam Gallaghers enestående udtale af mange af tekstens ord. De fleste ender på "-tion", men Liam omdanner endelserne ved at trække disse ud, så de lyder: "-sheeyion". Dette sker næste i hver linje. 
Med sangen blev det en af de første gange bandet blev beskyldt for at plagierer, en opfattelse som senere voksede sig større. Sangens hoved riff er formodentlig ”stjålet” fra Get It On af T. Rex, og bærer også en lignende start som på Humble Pies cover version af "C'Mon Everybody" fra Smokin'. 

## Track liste
- CD CRESCD 190

1. "Cigarettes & Alcohol" – 4:50
2. "I Am the Walrus" (Live) – 8:14
3. "Listen Up" – 6:39
4. "Fade Away" – 4:13

- 7" CRE 190

1. "Cigarettes & Alcohol" – 4:50
2. "I Am the Walrus" (Live) – 8:14

- 12" CRE 190T

1. "Cigarettes & Alcohol" – 4:50
2. "I Am the Walrus" (Live) – 8:14
3. "Fade Away" – 4:13

- Cassette CRECS 190

1. "Cigarettes & Alcohol" – 4:50
2. "I Am the Walrus" (Live) – 8:14

- Imodsætning til kommentaren på omslaget, som hævdede at den var optaget på Glasgow Cathouse i juni 1994, så var "I Am the Walrus" faktisk optaget ved et soundcheck før en koncert på Gleneagles Hotel, Scotland d. 6 februar 1994, som en del af et Sony Music seminar. Årsagen til dette var at Noel syntes, det ville se skidt ud at dette blev nævnt på coveret. Den publikumslarm, så optræder i starten og slutningen af showet, stammer fra et af Noels bootleg med The Faces.
- Alle tre B-sider indgik på The Masterplan, skønt "I Am the Walrus" og "Listen Up" begge optræder som redigerede versioner.
- Der findes en episode af Father Ted, som hedder Cigarettes and Alcohol and Rollerblading; den er navngivet efter sangen.